# ミオーリア
ミオーリア(伊: Mioglia)は、イタリア共和国リグーリア州サヴォーナ県にある、人口約500人の基礎自治体（コムーネ）。

## 地理

### 位置・広がり

#### 隣接コムーネ
隣接するコムーネは以下の通り。括弧内のALはアレッサンドリア県所属を示す。
- ジュズヴァッラ
- パレート (AL)
- ポンティンヴレーア
- サッセッロ

### 地震分類
イタリアの地震リスク階級 (it) では、4 に分類される
。

## 行政

### 分離集落
ミオーリアには、以下の分離集落（フラツィオーネ）がある。
- Casone, Carpenaro, Dogli, Schegli